# 26 aC

## Esdeveniments

### Àsia
- La dinastia Satavahana substitueix la dinastia Kanva i les normes en la part oriental de l'Índia.

### Imperi romà
- Fundació de Portus Victoriae Iuliobrigensium (actual Santander) pels romans durant els Guerres càntabres
- Fundació de colònia Iulia Illici Augusta (actual ciuyay d'Elx) pels romans.
- Cleopatra Selene es casa amb Juba II i com a regal de boda August la fa reina de Mauritània.
- Tiridates conquereix Imperi Part
- Roma pren el control del nord de la península Ibèrica en les campanyes del cèsar August. Els càntabres són derrotats a la muntanya Vindio i Lance, capital dels àsturs és conquerida.[1]